# آن رينيه
آن رينيه هي مغنية كندية، ولدت في 24 أغسطس 1950 في لافال في كندا.

## وصلات خارجية
- آن رينيه على موقع ميوزك برينز (الإنجليزية)
- آن رينيه على موقع ديسكوغز (الإنجليزية)